# Pierre Castan
Pierre Castan (nascut el 17 d'agost de 1899 a Berna, † 12 de setembre de 1985 a Ginebra) fou un químic suís, que va ser un dels pioners de les resines epoxi juntament amb Paul Schlack
Va estudiar a la Universitat de Ginebra i inicialment va streballar en la indústria química de colorants i en l'Institut Federal Suís de Viticultura de Lausana. A partir de 1928 va desenvolupar resines sintètiques per a pròtesis dentals a De Trey AG brothers de Zuric. Al mateix temps, va desenvolupar resines epoxi, per la reacció entre epiclorhidrina amb diphenols -adequades com a vernís i com adhesiu-, per les que va sol·licitar la patent a Suïssa el 1938 (concedida el 1940) (sense conèixer el desenvolupament simultani de Schlack a Alemanya). Castan va desenvolupar encara altres patents posteriors en la dècada de 1940 per a diferents aplicacions i en diferents variants. El 1943, Ciba es va fer càrrec de les patents i va produir un adhesiu metàl·lic (Araldit 1946). El 1950 va passar a la fàbrica de vernissos Stella AS a Ginebra, on es va convertir en director tècnic. Després de la jubilació, va ser director del Congrés FATIPEC el 1970 i va ser membre honorari de la Societat suïssa de Pintures i Tints Químics. El 1982 va rebre el Premi Jaubert de la Universitat de Ginebra. Va morir el 1985 després d'una llarga malaltia.

## Obra
- Process for the manufacture of thermosetting synthetic resins by the polymerization of alkylene oxide derivatives (US 2444333 A)
- Winfried Pötsch u.a. Lexikon bedeutender Chemiker, Harri Deutsch 1989
- Sur la glucosane[2]
- Sur le chlorure d'α‐glucosyle et sur un nouveau disaccharide (α‐glucosido‐glucose)[3]